# Église Saint-Gabriel de Buđanovci
Pour les articles homonymes, voir Église Saint-Gabriel.
L'église Saint-Gabriel de Buđanovci (en serbe cyrillique : Црква Светог Арханђела Гаврила у Буђановцима ; en serbe latin : Crkva Svetog Arhanđela Gavrila u Buđanovcima) est une église orthodoxe serbe située à Buđanovci, dans la province de Voïvodine, dans le district de Syrmie et dans la municipalité de Ruma en Serbie. Elle est inscrite sur la liste des monuments culturels de grande importance de la république de Serbie (identifiant no SK 1283).

## Présentation

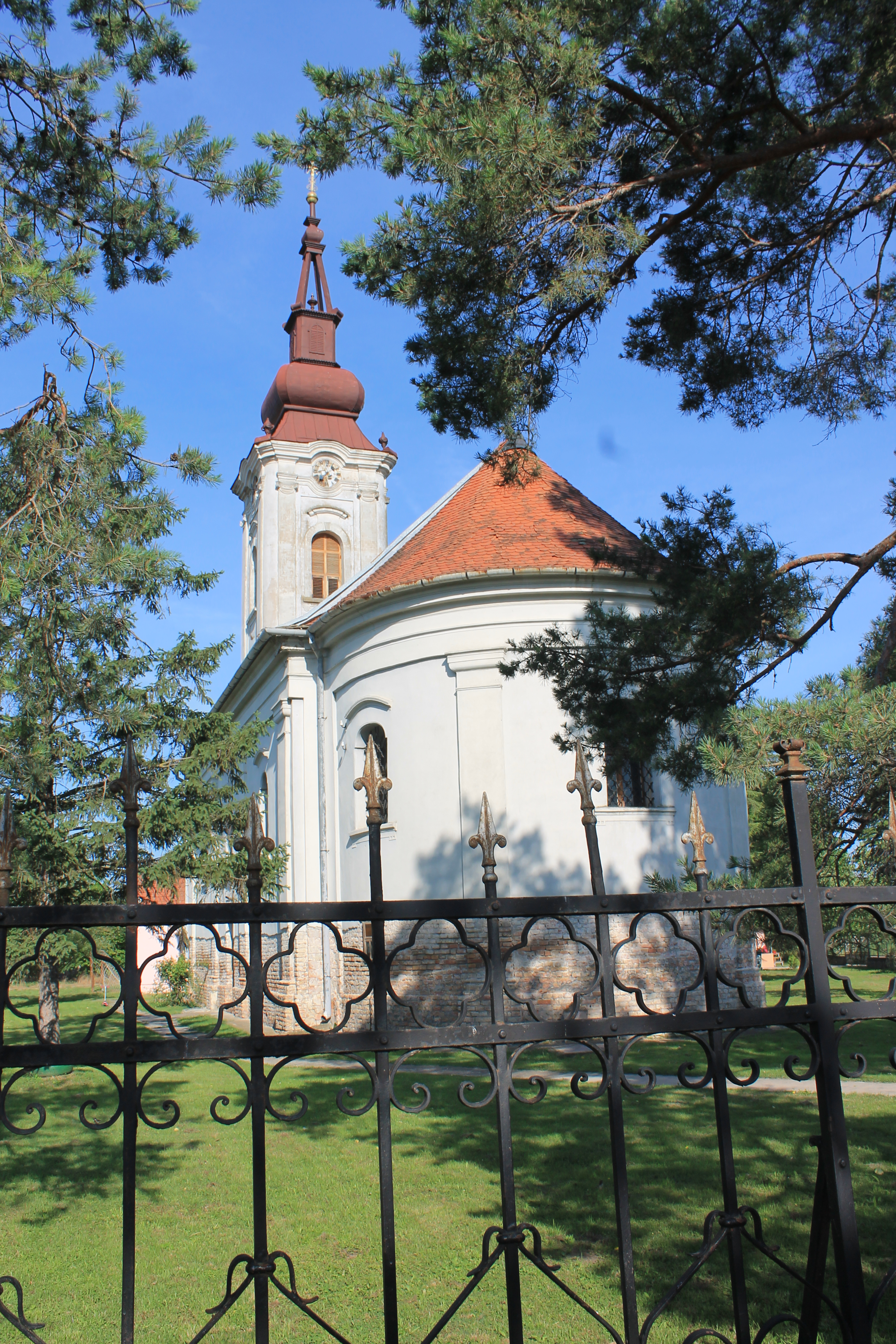
Autre vue de l'église.

L'église de Buđanovci a été construite entre 1763 et 1766, ce qui en fait l'une des plus anciennes de l'actuelle province de Voïvodine. Caractéristique de l'architecture baroque, elle est constituée d'une nef unique prolongée par une abside demi-circulaire ; la façade occidentale est dominée par un haut clocher, couronné par un bulbe aplati surmonté d'une lanterne et d'une croix. Les façades de l'église et du clocher sont rythmées horizontalement par des corniches moulurées et, verticalement par des pilastres ornés de chapiteaux simplifiés.
L'iconostase baroque a été réalisée vers 1766 par un sculpteur sur bois inconnu et a été peinte par Janko Halkozović avant 1769. Les fresques de l'église ont été peintes par Petar Čortanović en 1838 ; cet artiste est également l'auteur des peintures du trône de l'archiprêtre et du chœur.
Des travaux de conservation et de restauration ont été effectués sur l'édifice en 1971.